# Colonisation végétale des coulées de lave

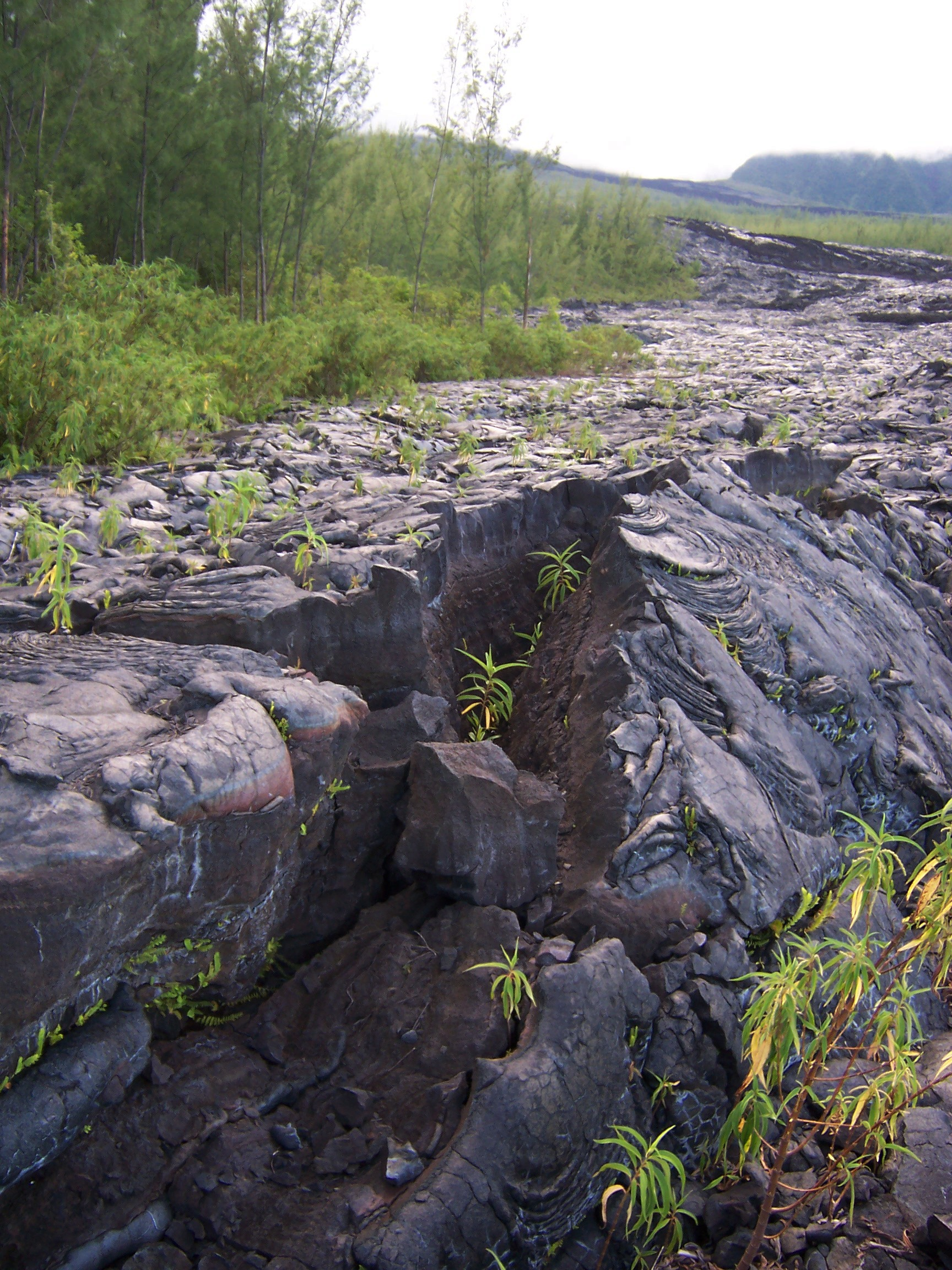
Vue de la colonisation d'une coulée de lave du Piton de la Fournaise trois ans après l'éruption volcanique qui l'a émise.

La colonisation végétale des coulées de lave est le processus naturel par lequel une coulée de lave initialement nue est peu à peu investie par un couvert végétal qui peut à long terme devenir une véritable forêt. Elle commence par exemple par la fixation sur la roche volcanique de lichens tels que Stereocaulon vulcani, une espèce pionnière dont la décomposition finit par fournir l'humus nécessaire à la végétalisation. Ce processus a notamment été étudié par Thérésien Cadet sur le massif du Piton de la Fournaise, à La Réunion.